# طواف بلجيكا 2015
طواف بلجيكا (بالإنجليزية: 2015 Tour of Belgium)‏ هو سباق دراجات هوائية أقيم بتاريخ 27 مايو – 31 مايو، تكون السباق من 4 مراحل وامتدّ لمسافة 714.6 كم.